# Olle Hanspers
Sven Olof Olle Hanspers, född 3 maj 1923 i Envikens församling i Dalarna, död där 4 maj 2012, var en svensk tecknare, grafiker och kopparstickare. 
Han var son till målarmästaren Henrik Jansson och Matilda Backlund och från 1947 gift med Margit Elisabeth Herou. Efter avslutad skolgång i Falun flyttade Hanspers till Stockholm där han arbetade som reklamtecknare samtidigt som han studerade grafik i olika kvällskurser. Omkring 1950 övergick han helt till sitt konstnärskap och studerade vid Konsthögskolan 1950–1954 samt under studieresor till Nederländerna och England. Han medverkade i Nationalmuseums utställning Unga tecknare 1951–1954 och i Ung grafik på Kulturen i Lund 1955, han medverkade i utställningar med Sveriges allmänna konstförening och Dalarnas konstförening samt Biennalerna i Ljubljana och i Bradford. Hans konst består av porträtt och landskap, ofta i torrnål, men huvudsakligen i kopparstick som kom att bli hans signum. Genom en donation av Hanspers under 1990-talet skänkte han ett avdrag av hela sin grafikproduktion inklusive provtrycksserier, till stiftelsen Mörksuggefonden i Rättvik. Hanspers är representerad vid Moderna Museet i Stockholm, Eskilstuna konstmuseum, Örebro läns museum, Dalarnas museum, Norrbottens museum, Örebro läns landsting, Gustav VI Adolfs samling och Statens Museum for Kunst i Köpenhamn.